# Marquesado de Paredes
El marquesado de Paredes es un título nobiliario español creado el 13 de marzo de 1692, con real despacho del 20 de abril de 1692, por el rey Carlos II, a favor de Marcos de Orovio y Pérez de Mondragón, regidor perpetuo de Ágreda y caballero de la Orden de Calatrava.

## Titulares
|                        | Titular                                       | Periodo                |
| Creación por Carlos II | Creación por Carlos II                        | Creación por Carlos II |
| ---------------------- | --------------------------------------------- | ---------------------- |
| I                      | Marcos de Orovio y Pérez de Mondragón         | 1692-1697              |
| II                     | José Orovio y Recalde                         | 1698-1734              |
| III                    | José Orovio y Bravo de Mendoza                | 1734-1780              |
| IV                     | María de la Soledad Orovio y Bravo de Mendoza | 1780-1804              |
| V                      | María de la Soledad Centurión y Orovio        | 1804-1836              |
| VI                     | Fernando Fivaller y Centurión                 | 1836-1845              |
| VII                    | María de las Mercedes Fivaller y Centurión    | 1845-1886              |
| VIII                   | Ricardo Martorell y Fivaller                  | 1886-1907              |
| IX                     | Gabino Martorell y Téllez-Girón               | 1907-1918              |
| X                      | Francisco de Borja Martorell y Téllez-Girón   | 1918-1936              |
| XI                     | María Soledad de Martorell y Castillejo       | 1951-1990              |
| XII                    | Fernando de Soto y Martorell                  | 1990-actual titular    |

## Historia de los marqueses de Paredes
- Marcos de Orovio y Pérez de Mondragón (Ágreda, 25 de noviembre de 1628-31 de diciembre de 1697),[3] I marqués de Paredes.[2] Era hijo de Marcos Antonio Ochoa de Orobio y Ordóñez Castejón y de su esposa María Josefa Pérez de Mondragón y Santa Cruz.[1]

Casó el 14 de mayo de 1668, en Bilbao, con Luisa Eugenia Recalde y Cascajales. Sucedió su hijo:
- José Orovio y Recalde (Ágreda, 17 de abril de 1672-9 de mayo de 1734), II marqués de Paredes.[4]

Casó en primeras nupcias en noviembre de 1696, en Segovia, con María Bravo de Mendoza (1661-1712).  Contrajo un segundo matrimonio en 1725 con Jacinta Arriaga y San Martín. Sucedió su hijo del primer matrimonio:
- José Orovio y Bravo de Mendoza (Ágreda, 14 de octubre de 1704-25 de diciembre de 1780), III marqués de Paredes[5][6] y regidor perpetuo de Ágreda.

Casó en primeras nupcias con Josefa Riaño y Arriaga y en segundas con Ana María de Orovio y Arizabalo. Sucedió su hija del segundo matrimonio:
- María de la Soledad Orovio y Bravo de Mendoza (Madrid, 7 de noviembre de 1767-7 de septiembre de 1804), IV marquesa de Paredes.[5][6]

Casó con Nicolás Cayetano Centurión y Vera, IX marqués de la Lapilla, VIII marqués de Monesterio y VIII duque de Centurión en Nápoles. Sucedió su hija:
- María de la Soledad Centurión y Orovio (m. Madrid, 4 de mayo de 1836), V marquesa de Paredes,[5] IX marquesa de Monesterio y X marquesa de la Lapilla.[7]

Casó el 19 de junio de 1807 con Juan Antonio de Fivaller y Taberner (Barcelona, 27 de junio de 1785-Ciudadela, 22 de junio de 1874), VIII marqués de Villel, II duque de Almenara Alta, VI conde de Darnius, de Illas y barón de Montroig. Sucedió su hijo:
- Fernando Fivaller y Centurión (m. París, 21 de junio de 1845), VI marqués de Paredes y XI marqués de la Lapilla, grande de España.[10]

Sin descendencia, sucedió su hermana:
- María de las Mercedes Fivaller y Centurión (Palma de Mallorca, 27 de abril de 1818-11 de octubre de 1886), VII marquesa de Paredes,[10] XII marquesa de la Lapilla[7] y X marquesa de Monesterio.

Casó el 19 de marzo de 1842 con Gavino de Martorell y Martorell (Ciudadela, 21 de diciembre de 1811-Madrid, 16 de diciembre de 1886), III marqués de Albranca, senador vitalicio por Baleares y Segovia, gran cruz de la Orden de Carlos III, gentilhombre de cámara con ejercicio y servidumbre. Sucedió su hijo:
- Ricardo Martorell y Fivaller (Ciudadela, 8 de abril de 1854-12 de marzo de 1907), VIII marqués de Paredes,[12] V duque de Almenara Alta,[9] V marqués de Albranca,[13] diputado a cortes por Mahón en 1884, caballero de la Orden de Santiago y maestrante de Valencia.[13]

Casó el 16 de noviembre de 1893 con María de los Ángeles Téllez-Girón y Fernández de Córdoba, hija de Francisco de Borja Téllez-Girón López Pacheco y Fernández de Velasco, XI duque de Uceda, duque de Escalona, marqués de Villena, conde de Alba de Liste y de Puebla de Montalbán, senador del reino, etc. Le sucedió su hijo:
- Gabino Martorell y Téllez-Girón (Madrid, 22 de octubre de 1894-Madrid, 13 de noviembre de 1918),[14] IX marqués de Paredes,[14][12] VI duque de Almenara Alta,[9] VI marqués de Albranca,[12] y señor de Montornés.[12]

Soltero, sin descendientes, le sucedió su hermano:
- Francisco de Borja Martorell y Téllez-Girón (Madrid, 17 de junio de 1898-Paracuellos de Jarama, 30 de noviembre de 1936),[14] X marqués de Paredes,[14][15] XI marqués de Villel,[8] VII duque de Almenara Alta,[9] VII marqués de Albranca,[15] XVII duque de Escalona, XVIII marqués de Villena,[15] XV marqués de la Lapilla,[7] XXII conde de Alba de Liste, gentilhombre grande de España con ejercicio y servidumbre del rey Alfonso XIII.

Casó el 9 de mayo de 1923 con María de los Dolores Castillejo y Wall, hija de Juan Bautista Castillejo y Sánchez de Teruel, IV conde de Floridablanca, y de María de la Concepción Wall y Diego, VII condesa de Armíldez de Toledo. Le sucedió su hija:
- María Soledad de Martorell y Castillejo (8 de julio de 1924-Madrid, 6 de agosto de 2022[16]), XI marquesa de Paredes,[17][14][15] XIII marquesa de Villel,[8][18] VIII duquesa de Almenara Alta,[9]  XII marquesa de Monesterio en 1951,[15][a] XVI marquesa de la Lapilla,[7] XVIII duquesa de Escalona,[15] VIII marquesa de Albranca,[15] XIX marquesa de Villena, X condesa de Darnius.[15]

Casó en 1948 con Juan Pedro de Soto y Domecq (m. Madrid, 19 de agosto de 2004), caballero de la Real Maestranza de Caballería de Sevilla, hijo de Fernando de Soto y González de Aguilar Ponce de León, XII marqués de Arienzo, IV conde de Puerto Hermoso y XI marqués de Santaella, y de María del Carmen Domecq y Núñez de Villavicencio. En 1990, por distribución, sucedió su hijo:
- Fernando de Soto y Martorell, XII marqués de Paredes.[15][22]